# Wohnhaus Schleuse 8
Das Wohnhaus Schleuse 8 (Kapitän Wieneckes Haus), direkt am Deich nördlich der Schleuse, in der niedersächsischen Samtgemeinde Land Hadeln, Gemeinde Otterndorf im Landkreis Cuxhaven, stammt vom 19. Jahrhundert. Aktuell (2024) wird es als Wohn- und Ferienhaus genutzt.
Das Gebäude steht unter Denkmalschutz (siehe auch Liste der Baudenkmale in Otterndorf).

## Geschichte und Beschreibung
1853 wurde die Hadelner Kanalschleuse erbaut. Hier befand sich das ehemalige Fischerviertel. Hundert Meter entfernt liegt der kleine Kutter- und Yachthafen.
Das eingeschossige zum Deich traufständige Gebäude in Backstein und im Giebeldreieck in Fachwerk mit Steinausfachungen und regionaltypischer Verbretterung sowie reetgedecktem Satteldach wurde in der ersten Hälfte des 19. Jahrhunderts gebaut. Hier lebten mehr als zwei Jahrhunderte lang Wattfischer, Seefischer und Kapitäne. Die Atmosphäre ist immer noch von ihnen geprägt.
Das Landesdenkmalamt befand u. a.: „… geschichtliche und städtebauliche Gründe …“